# پیتر پرایس
پیتر پرایس (انگلیسی: Peter Price؛ زادهٔ ۱۷ اوت ۱۹۴۹) بازیکن فوتبال حرفه‌ای سابق اهل ولز است که در دهه ۱۹۶۰ تا ۱۹۷۰ به‌صورت حرفه‌ای بازی می‌کرد.
از باشگاه‌هایی که در آن بازی کرده‌است می‌توان به باشگاه فوتبال لیورپول، باشگاه فوتبال پیتربورو یونایتد، و باشگاه فوتبال پورتسموث، باشگاه فوتبال پیتربورو یونایتد، و باشگاه فوتبال بارنزلی اشاره کرد.
وی همچنین در تیم ملی فوتبال Wales U-23 بازی کرده‌است.